# أرخبيل الملايو
أرخبيل الملايو (بالإنجليزية: Malay Archipelago)‏ هو أكبر أرخبيلٍ في العالم من حيث المساحة، يقع بين شبه الجزيرة الهندية الصينية وأستراليا، يحوي بحدود 20,000 جزيرة، يُسمَّى الأرخبيل أيضًا بـ الأرخبيل الهندي-الأسترالي، يقع هذا الأرخبيل، الذي يضم أكثر من 25,000 جزيرة وجزيرة صغيرة، بين المحيطين الهندي والهادئ، وهو أكبر أرخبيل من حيث المساحة والخامس من حيث عدد الجزر في العالم. ويشمل بروناي، وتيمور الشرقية، وإندونيسيا، وماليزيا (وتحديدًا ماليزيا الشرقية)، وبابوا غينيا الجديدة، والفلبين. ويُستخدم هذا المصطلح غالبًا لوصف إقليم جنوب شرق آسيا البحري.
يقسّم أرخبيل الملايو إلى:
- جزر سوندا
  - جزر سوندا الكبرى
  - جزر سوندا الصغرى
- مالوكو
- الفيليبين

## تأثيل
أُخذ اسم «Malay Archipelag» (أرخبيل الملايو) من المنظور الأوروبي في القرن التاسع عشر لعرقية الملايو، استند الاسم لاحقًا إلى توزيع اللغات الأسترونيزية. كما أُطلق عليها أيضًا عدةُ أسماءٍ مثل "العالم الملايوي" و"نسنطرة" و"جزر الهند الشرقية". يُثير هذا الاسم جدلًا في إندونيسيا نظرًا لدلالاته العرقية وطابعه الاستعماري، الذي قد يُلقي بظلاله على تنوع ثقافات البلاد.